# 河内温泉
河内温泉 (かわちおんせん) は、熊本県熊本市西区船津にある温泉。

## 概要
熊本市と玉名市の境界付近の河内漁港近くにある、有明海や島原半島を望める温泉地。周辺には小天温泉がある。
一軒宿のKAWACHI BASE-龍栄荘-がある。

## 歴史
江戸期、熊本藩主細川氏が新田開発の折に発見したと伝わる。
昭和初期には名の知れた温泉であったようで、当時のガイドブックには熊本市電百貫線を使うルートが紹介されていた。
複数の記述を総合すると、現在使われている源泉は当時のものとは異なる可能性が高い。（後述）

## 泉質
弱アルカリ性単純温泉。
閉館した日帰り温泉施設「かもと湯」は中性ナトリウム塩化物泉であったらしく、これが古来の泉質とされる。

## 交通
- 熊本桜町バスターミナルから産交バスU3-1系統で40分、河内温泉センター下車すぐ。
- 熊本駅から産交バスT2-2系統などで河内亀石下車、徒歩12分。

### 注
1. ↑  一度閉館したが、熊本在住タレントスザンヌが買い取ってカフェとして改修、のちに宿泊も再開した。